# Gedang Gedang
Gedang Gedang is een bestuurslaag in het regentschap Sumenep van de provincie Oost-Java, Indonesië. Gedang Gedang telt 2932 inwoners (volkstelling 2010).